# Villars-Epeney
Villars-Epeney is een gemeente en plaats in het Zwitserse kanton Vaud, en maakt deel uit van het district Jura-Nord vaudois.

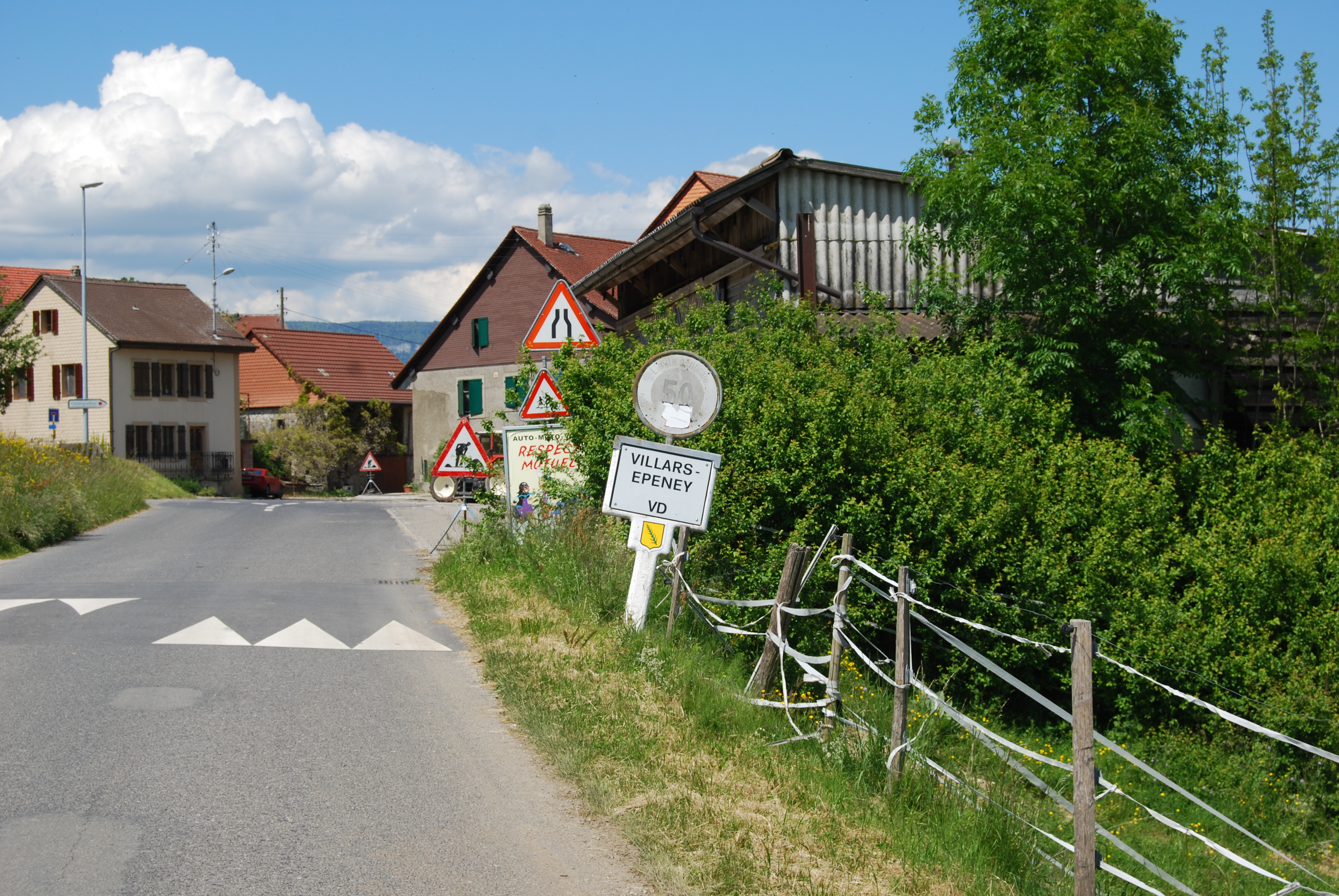
Villars-Epeney

Villars-Epeney telt 63 inwoners.

## Geschiedenis
De gemeente maakte deel uit van het district Yverdon tot dit in 2008 werd opgeheven.